# Preobraschenskoje (Moskau)

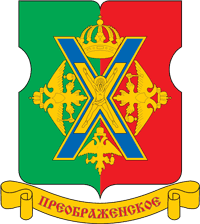
Wappen von Preobraschenskoje

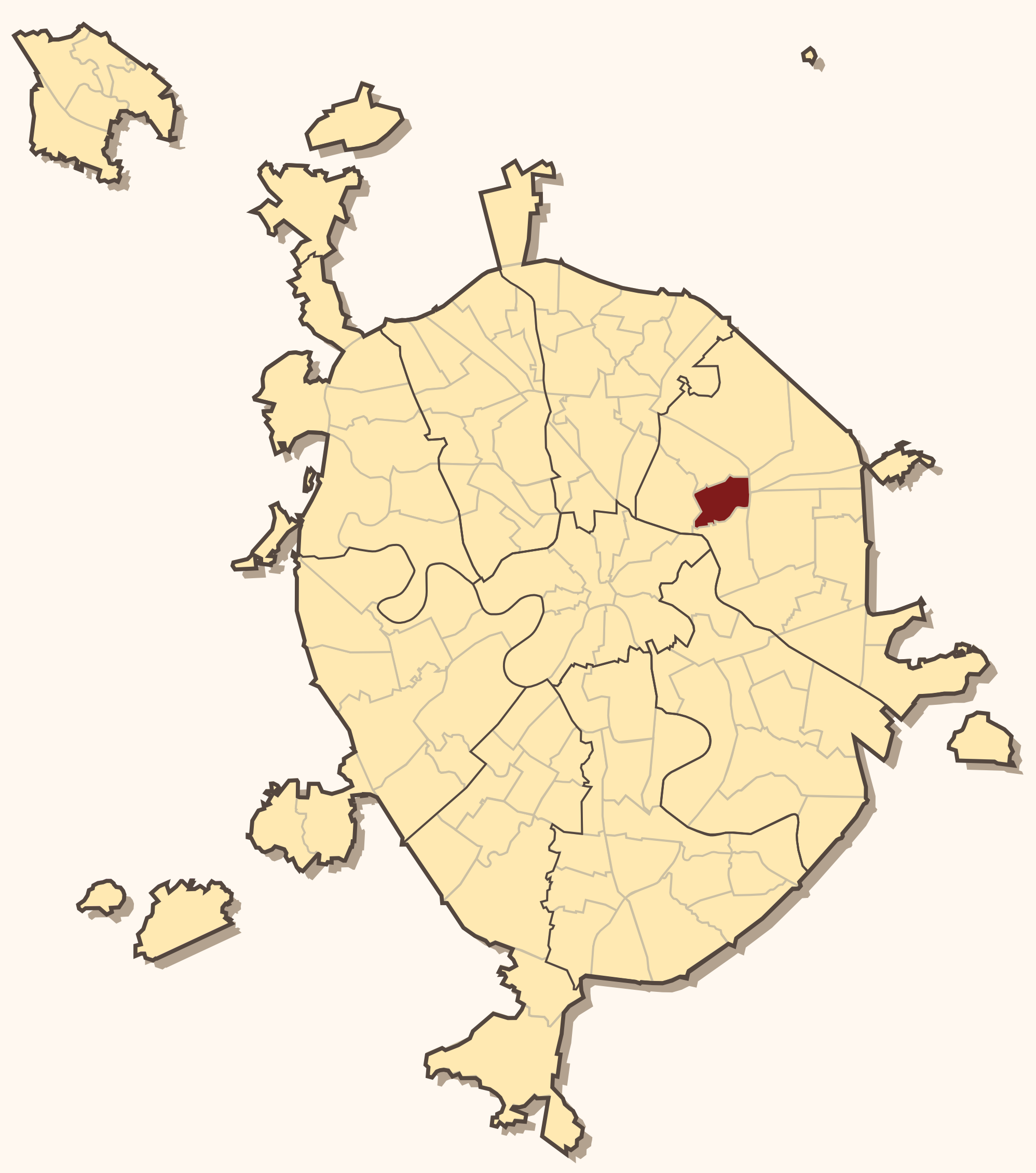
Lageplan von Moskau

Preobraschenskoje (russisch Преображенское) ist ein historischer Ort in Russland, der heute zur Hauptstadt Moskau gehört.
Östlich der Stadt gab es seit dem 17. Jahrhundert ein Dorf mit dem Namen Preobraschenskoje Selo, welches zugleich auch Zarensitz war. Der Name leitet sich von der damaligen Kirche ab, die der Verklärung des Herrn (russisch Преображение Господне Preobraschenie Gospodine) geweiht war.
Im nach diesem Dorf benannten Preobraschenski-Regiment diente u. a. auch der spätere Peter der Große. Hier wurde zwischen Peter dem Großen und dem polnischen König August II. der Vertrag von Preobraschenskoje geschlossen, welcher ein Bündnis gegen Schweden unter dessen König Karl XII. im Nordischen Krieg war. Den alten Palast ließ Zarin Katharina II. 1768 abreißen, da er baufällig und aus der Mode gekommen war.
Söhne des Orts waren die Schiffbauer Fedossei Skljajew (1672–1728), Gawriil Menschikow (1672–1742) und Lukjan Wereschtschagin (1672–1713).
Heute ist es ein Ortsteil der Metropole im östlichen Verwaltungsbezirk. Es gibt hier außerdem den gleichnamigen Preobraschenskoje-Friedhof.

## Die Geschichte
Die erste Erwähnung des Dorfes Preobraschenskoje (Преображенское) stammt aus dem Jahr 1661. Damals entstanden hier zwei Kirchen – die Mariä-Entschlafens-Kirche und die Verklärungskirche, die dem Dorf seinen Namen gab.
In der Nähe von Preobraschenskoje, am rechten Ufer der Jausa, ließ Zar Alexei Michailowitsch 1657 den Preobraschenski-Palast errichten.
Im Jahr 1672 wurde unter Zar Alexei Michailowitsch Romanow im Dorf das erste russische professionelle Theater gegründet, das damals als „Komödienhaus“ (Комедийная хоромина) bezeichnet wurde.

### Plan des Dorfes Preobraschenskoje, 1739
Am 18. November 1699 begannen hier geheime Verhandlungen zwischen Peter dem Großen und westlichen Gesandtschaften. Am 22. November 1699 wurde durch die Bemühungen von Johann Reinhold Patkul ein Bündnis zwischen Dänemark, Russland, Sachsen und der Polnisch-Litauischen Union gegen Schweden unterzeichnet, was kurz darauf den Beginn des Großen Nordischen Krieges markierte.
Die Region gilt als Wiege der russischen Armee und Marine. Hier verbrachte Peter I. seine Kindheit, nachdem er zusammen mit seiner Mutter Natalja Kirillowna Naryschkina auf Befehl der Zarin Sofia hierher verbannt worden war. Hier entstand das berühmte „Spielregiment“ – das Preobraschenski-Regiment. Der nahe gelegene Fluss Jausa wurde praktisch zum Ort, an dem Peter I. seine Idee von der Schaffung einer russischen Flotte verwirklichte: Hier wurde das berühmte Boot von Peter dem Großen, der „Großvater der russischen Flotte“, zu Wasser gelassen.

### Gründung des Bezirks
Im Jahr 1991 wurde Moskau in administrative und munizipale Bezirke unterteilt, und es wurde der vorläufige munizipale Bezirk Tscherkisowo geschaffen, der zum Östlichen Verwaltungsbezirk Moskaus gehörte. Nach der Verabschiedung des Gesetzes „Über die territoriale Gliederung der Stadt Moskau“ am 5. Juli 1995 wurde dieser munizipale Bezirk in nahezu unveränderten Grenzen in den Bezirk „Preobraschenskoje“ umgewandelt.
Somit gehört das historische Gebiet Tscherkisowo zum administrativen Bezirk „Preobraschenskoje“.